# Giulio Cesare Sacchetti
Giulio Cesare kardinal Sacchetti, italijanski rimskokatoliški duhovnik, škof in kardinal, * 1586, Rim, † 28. junij 1663.

## Življenjepis
Leta 1623 je prejel duhovniško posvečenje.
4. decembra 1623 je bil imenovan za škofa Gravine in 11. decembra istega leta je prejel škofovsko posvečenje.
19. januarja 1626 je bil povzdignjen v kardinala in bil imenovan za kardinal-duhovnika S. Susanna.
Med 16. marca 1626 in 16. septembrom 1635 je bil škof Fana.
29. aprila 1652 je bil imenovan za kardinal-duhovnika bazilike svete Marije v Trasteveru.
23. septembra 1652 je bil imenovan za kardinal-škofa Frascatija, 11. oktobra 1655 za kardinal-škofa Sabine in 28. julija 1661 za perfekta Zbora Rimske kurije.